# Nagy nyelvi modell
A nagy nyelvi modell (angolul Large language model, LLM) olyan számítási modell, amely képes nyelv generálására, vagy más természetes nyelvi feldolgozási feladatok elvégzésére. Mint nyelvi modellek, az LLM-ek úgy sajátítják el ezeket a képességeket, hogy óriási mennyiségű szövegből, egy önfelügyelt és egy félig felügyelt tanulási folyamat során, statisztikai összefüggéseket tanulnak meg.
A legnagyobb és legtehetségesebb LLM-ek 2024 augusztusában, mesterséges neurális hálózatok, amelyeket csak dekóderes, transzformer alapú architektúrával építettek. Ez lehetővé teszi számukra a nagy léptékű (hatalmas mennyiségű, heterogén tartalmú, sokféle forrásból származó) szöveges adatok hatékony feldolgozását és generálását. A modern modellek a konkrét feladatokhoz finomhangolhatók, és prompt mérnöki tevékenységgel irányíthatók. Ezek a modellek prediktív képességet sajátítanak el az emberi nyelvi korpuszokban rejlő szintaxis, szemantika és ontológiák  tekintetében, ugyanakkor öröklik mindazt a pontatlanságot és torzítást (bias), amely az általuk betanult adatokban jelen volt.
Néhány nevezetes LLM: az OpenAI GPT modellsorozata (pl. a GPT-3.5, a GPT-4, valamint a GPT-4o ; amelyet a ChatGPT-ben és a Microsoft Copilotban használtak fel); a Google Gemini (ez utóbbit jelenleg az azonos nevű chatbotban használatos ); a Meta LLaMA modellcsaládja; az IBM eredetileg Watsonx-szel kiadott Granite modelljei; az Anthropic Claude modelljei; és a Mistral AI modelljei.

## Története
2017 előtt volt néhány olyan nyelvi modell, amelyek az akkor elérhető képességekhez viszonyítva nagyok voltak. Az 1990-es években az IBM igazítási modellek (olyan, egyre összetettebb modellek sorozatáról van szó, amelyeket a statisztikai gépi fordításban használnak) úttörő szerepet játszottak a statisztikai nyelvi modellezésben. 2001-ben egy simított, 0,3 milliárd szóra kiképzett n-gram modell elérte az akkori SOTA (a technika legkorszerűbb) perplexitását.  A 2000-es években, amikor az internethasználat elterjedt, néhány kutató internetes léptékű nyelvi adatkészleteket konstruált ("web as corpus" ), amelyek alapján statisztikai nyelvi modelleket képeztek ki. 2009-ben a legtöbb nyelvi feldolgozási feladatban a statisztikai nyelvi modellek domináltak a szimbolikus nyelvi modellekkel szemben, mivel képesek hasznosan befogadni nagy adathalmazokat.
Miután 2012 körül a neurális hálózatok dominánssá váltak a képfeldolgozásban, a nyelvi modellezésre is alkalmazták őket. A Google 2016-ban átalakította fordítószolgáltatását neurális gépi fordításra (NMT). A transzformerek előtti időszakhoz hasonlóan, most is a (Sequence to Sequence) Seq2seq mély LSTM hálózatok által tették ezt. (Egy többrétegű hosszú rövid-távú memória [Long Short-Term Memory]  a bemeneti adatsorozatot leképezi egy rögzített dimenziójú vektorra, majd egy másik LSMT a vektorból dekódolja a célszekvenciát.)

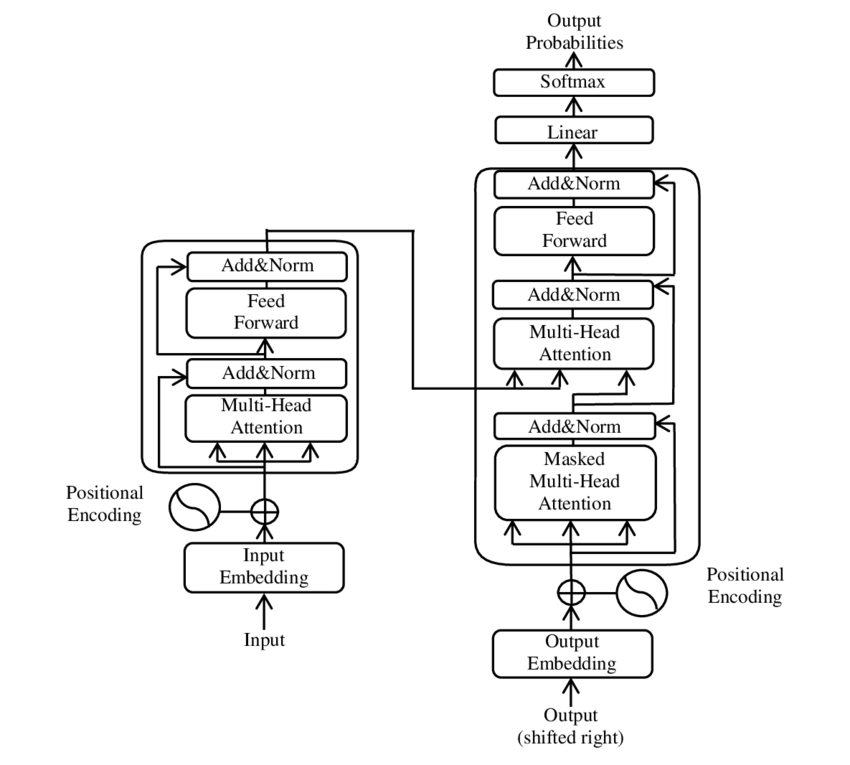
A transzformermodell fő összetevőinek illusztrációja az eredeti papírról, ahol a rétegek normalizálása a többfejű figyelem után (nem előtte) történt

A Google kutatói a 2017-es NeurIPS konferencián mutatták be a transzformer architektúrát a mérföldkőnek számító " Attention Is All You Need ” című tanulmányukban. E cikk célja a 2014 utáni Seq2seq technológia fejlesztése volt, és főként a Bahdanau és munkatársai által 2014-ben kifejlesztett figyelem-mechanizmuson (attention mechanism) alapult.
2018-ban bevezették a Google kutatói által épített BERT-öt (Bidirectional encoder representations from transformers), és ez a nyelvi modell gyorsan „mindenütt jelenlévővé” vált. Bár az eredeti transzformernek kódoló és dekódoló blokkja is van, a BERT csak kódoló (encoder) modell.
Noha 2018-ban bevezették a csak dekóderhez használható GPT-1-et, 2019-ben a GPT-2 volt az, amely széleskörű figyelmet keltett, mivel az OpenAI eleinte, a rosszindulatú felhasználástól félve, túl átütő erejűnek tartotta a nyilvános kiadáshoz. A GPT-3 2020-ban egy lépéssel tovább ment, és 2024-től már csak API-n keresztül érhető el, így nincs lehetőség a modell letöltésére és helyben futtatására. De a 2022-es, fogyasztóknak szánt, böngészőalapú ChatGPT volt az, amely megragadta az általános népesség fantáziáját, és okozott némi médiafelhajtást és online zsongást.  A 2023-as GPT-4-et megnövekedett pontossága miatt dícsérték, és "szent grálként" tekintettek rá a multimodális képességei miatt. Az OpenAI nem fedte fel a GPT-4 magas szintű architektúráját és paramétereinek számát.
Az egymással versengő nyelvi modellek nagyrészt a GPT sorozattal próbáltak megegyezni, legalábbis a paraméterek száma szempontjából.
2022 óta a nyílt forráskódú modellek egyre népszerűbbek, eleinte főleg a BLOOM és a LLaMA, bár mindkettőnek korlátozzák a felhasználási területét. A Mistral AI modelljei, a Mistral 7B és a Mixtral 8x7b engedékenyebb Apache licenccel rendelkeznek. 2024 júniusától a Llama-3-70b-Instruct, a Llama finomhangolt változata, a 3 70 milliárd paraméteres modell a legerősebb nyílt LLM az LMSYS Chatbot Arena ranglistája szerint, erősebb, mint a GPT-3.5, de nem olyan erős, mint a GPT-4.
2024-től a legnagyobb és legjobb képességű modellek szinte mindegyike a transzformer-architektúrán alapul. Néhány a legújabb kivitelezések közül más architektúrájú, mint például a rekurrens (visszacsatolt) neurális hálózatok (RNN) változatai és a Mamba (egy állapottér modell [SSM]).

## Adatkészlet előfeldolgozása

### Tokenizálás
Mivel a gépi tanulási algoritmusok szöveg helyett számokat dolgoznak fel, a szöveget számokká kell alakítani. Első lépésben egy szókészletről születik döntés, majd önkényesen, de egyedileg egész indexeket rendelnek a szójegyzék minden egyes bejegyzéséhez, végül pedig egy beágyazást társítanak az integer indexhez. Az algoritmusok közé tartozik a bájtpáros kódolás ([BPE], a melyet a természetes nyelvi feldolgozában [Natural Language Procession, NLP] alszavak tokenizálására használnak) és a WordPiece (ez a Google által a BERT előképzésére kifejlesztett tokenizációs algoritmus).
Vannak speciális tokenek is, amelyek vezérlőkarakterként szolgálnak, mint például [MASK] a kimaszkolt tokenhez (ahogyan az a BERT -ben használatos), és [UNK] (unknown – ismeretlen) a szókincsben nem szereplő karakterekhez.
Ezenkívül néhány speciális szimbólumot használnak a különleges szövegformázás jelölésére. Például a „Ġ” egy előtte álló szóközt jelöl a RoBERTa-ban és a GPT-ben. A "##" egy előző szó folytatását jelöli a BERT-ben.
Például BPT tokenizátor, amit a GPT-3 (Legacy) haszná felosztja tokenizer: texts -> series of numerical "tokens" mint
| token | izer | : | [texts | -> | serie | of | numerical | " | t | ok | ens | " |

A tokenizálás az adatkészleteket is tömöríti . Mivel az LLM-ek általában egy sorban lévő, nem pedig egyenetlenül adagolt inputot írnak elő, a rövidebb szövegeket ki kell "párnázni", egészen addig, amíg a hosszúságuk meg nem egyezik a leghosszabb szöveg hosszával. Az adatkészlet nyelvétől függ, hogy átlagosan hány tokenre van szükség szavanként.

#### BPE
Példaként vegyünk egy bájtpáros kódoláson alapuló tokenizátort. Az első lépésben az összes egyedi karaktert (beleértve az üreseket és az írásjeleket is) n -grammok kezdeti halmazaként (azaz unigrammok kezdeti halmazaként) kezeli. A szomszédos karakterek leggyakrabban előforduló párja egymás után összevonódik egy bigrammá, és a pár minden példányát ez helyettesíti. A korábban összevont, szomszédos n -gramm-párok összes (korábban összevont) előfordulását –  amelyek a leggyakrabban fordulnak együtt elő – ezután ismét összevonják – egy még hosszabb – n -grammá, egészen addig, amíg a szókészlet az előírt méretűvé nem válik (a GPT-3 esetén a méret 50257) . A tokenizátorral, a betanítása után, bármely szöveg tokenizálható, feltéve, hogy nem tartalmaz olyan karaktereket, amelyek nem szerepelnek az unigrammok kezdőkészletében.

#### Problémák
A főként angol korpuszokból kinyert gyakoriságokon alapuló token szókincs, a lehető legkevesebb tokent használja egy átlagos angol szóhoz. Egy másik nyelven kódolt átlagos szó azonban, egy ilyen angolra optimalizált tokenizátor használata esetén, szuboptimális mennyiségű tokenre van felosztva. A GPT-2 tokenizátor szavanként akár 15-ször több tokent képes használni egyes nyelveken, például a mianmari Shan nyelven. Olyan, még elterjedtebb nyelvek, mint például a portugál és a német pedig „50%-os token-többlettel” rendelkeznek az angolhoz képest.
A mohó tokenizálás szintén okoz apróbb problémákat a szöveg befejezésénél.

### Adatkészlet tisztítás
Az LLM-ek képzésével összefüggésben az adatkészleteket általában a toxikus szakaszok eltávolításával, az alacsony minőségű adatok elvetésével és a duplikációk megszüntetésével tisztítják.  A megtisztított adatkészletek növelhetik a képzés hatékonyságát, és javíthatják a szervertől származó adatfolyam minőségét, teljesítőképességét.  Egy betanított large language model egy további LLM betanításához szükséges adatkészletek tisztítására is használható..
A weben található tartalom egyre nagyobb hányada LLM által generált, ezért az adattisztítás a jövőben az ilyen tartalmak kiszűrését is magában foglalhatja. Az LLM által generált tartalom akkor jelenthet problémát, ha a tartalom az emberi szöveghez hasonló (ami bonyolultabbá teszi a szűrést), de rosszabb minőségű (lerontja a rá betanított modellek teljesítményét).

### Szintetikus adatok
Előfordulhat, hogy a legnagyobb nyelvi modellek képzéséhez több nyelvi adatra van szükség a természetes módon rendelkezésre állónál, vagy, hogy a természetesen előforduló adatok nem megfelelő minőségűek. Ezekben az esetekben szintetikus adatok használhatók. A Microsoft Phi LLM-sorozatát például egy másik LLM által generált, tankönyvszerű adatokon tanították be.

## Képzés és architektúra

### Megerősítő tanulás emberi visszajelzésből (RLHF)
A emberi visszajelzésen alapuló megerősítő tanulás (Reinforcement learning from human feedback – RLHF) algoritmusokon – például a proximális politikaoptimalizáláson (PPO) – keresztül az emberi preferenciák adathalmazán alapuló modell további finomhangolására használatos.

### Utasítás hangolás
Az önképző ("self-instruct") eljárásokat használva,  az LLM-ek képessé váltak a helyes válaszok önálló  rendszerbetöltésére (bootstrap), helyettesítve a naiv válaszokat, néhány eset ember által generált korrekciójából kiindulva. Például az „Írjon esszét a Hamlet fő témáiról" utasításban a kezdeti naiv kiegészítés, ennek a szöveges sorozatnak a korpuszban előforduló gyakorisága alapján, a következő lehet: "Ha március 17-e után küldi be az esszét, az osztályzata 10%-kal csökken minden egyes késedelmes nap után".

### Szakértők keveréke
A legnagyobb LLM túl drága lehet a közvetlen képzéshez és használathoz. Az ilyen modellekre a szakértői keverék (mixture of experts – MoE) alkalmazható, a Google kutatói által 2017 óta folytatott kutatási vonal, amelynek célja az akár 1 billió paramétert is elérő modellek betanítása.

### Prompt tervezés, figyelemmechanizmus és kontextusablak
A legtöbb olyan eredmény, amelyet korábban csak (költséges) finomhangolással lehetett elérni, elérhető az „utasítás tervezésen" (prompt engineering) keresztül, noha ez egyetlen beszélgetés hatókörére korlátozódik (pontosabban egy kontextusablak hatókörére).
Annak érdekében, hogy megtudja, mely tokenek relevánsak egymás számára a kontextusablak keretein belül, a figyelemmechanizmus „puha” súlyokat számol minden egyes tokenhez, pontosabban annak beágyazásához, több figyelemfej használatával, amelyek mindegyike saját „relevanciával” rendelkezik a saját lágy súlyok kiszámításához. Például a kicsi (azaz 117 milliós paraméter méretű) GPT-2 modell tizenkét figyelemfejjel és mindössze 1 ezer tokenből álló kontextusablakkal rendelkezik. Közepes változatában 345M paraméterrel rendelkezik, és 24 réteget tartalmaz, egyenként 12 figyelemfejjel. A gradiens süllyedéssel (GD) végzett képzéshez 512-es tételméretet használtak.
A legnagyobb modelleknek, így például a Google 2024 februárjában bemutatott Gemini 1.5-jének, akár 1 millió tokenes kontextusablaka is lehet (és a 10 milliós kontextusablakot is „sikeresen tesztelték"). Más, nagy kontextusablakokkal rendelkező modellek közé tartozik például az Anthropic's Claude 2.1 is, amely egy, akár 200 000 tokenes kontextusablakkal rendelkezik.
Vegye figyelembe, hogy ez a maximum a bemeneti tokenek számára vonatkozik, valamint, hogy a kimeneti tokenek maximális száma eltér a bemeneti tokenek számától, és hogy a kimeneti tokenek maximális száma gyakran kisebb a bemeneti tokenek maximális számánál. Például a GPT-4 Turbo modell maximális kimenete 4096 tokenes.
Egy beszélgetés hosszát, amelyet a modell figyelembe tud venni a következő válasza generálásakor, egy kontextusablak mérete is korlátozza. Ha egy beszélgetés hossza  – például a ChatGPT-vel – hosszabb, mint az adott LLM kontextusablaka, akkor a következő válasz generálásakor csak a kontextusablakon belüli részeket veszi figyelembe a modell, vagy valamilyen algoritmust kell alkalmaznia a modellnek a beszélgetés egymástól túl távol eső részeinek összefoglalására.
A kontextusablak megnagyobbításának hiányosságai közé tartozik a magasabb számítási költség és a helyi kontextusra való összpontosítás esetleges felhígulása. Az ablak kicsinyítése azonban azt okozhatja, hogy a modell kihagy egy fontos, hosszú távú függőséget (a sorozat, pl. egy beszélgetés, távoli elemei közötti kapcsolatot). Ezek kiegyensúlyozása kísérletezés és domén-specifikus megfontolások kérdése.
Egy modell előre betanítható annak előzetes becslésére, hogy hogyan folytatódik a szegmens, vagy éppen arra, hogy mi hiányzik a szegmensből, egy a betanítási adatkészletéből adott szegmens esetében. Bármelyik lehet
- autoregresszív (azaz megjósolja, hogyan folytatódik a szegmens, úgy, ahogy a GPT-k csinálják): például adott egy „szeretek enni” szegmens, amelyre, a modell „fagylaltot” vagy „szusit” jósol.
- " maszkolt " (azaz kitölti a szegmensből hiányzó részeket, ahogy "BERT"[37] teszi): például adott egy "I like to [__] [__] cream" szegmens esetén a modell azt jósolja, hogy az „eat" és az „ice" hiányzik.

A modelleket olyan kiegészítő feladatokra is ki lehet képezni, amelyek tesztelik az adateloszlás megértését. Például a következő mondat előrejelzését (next sentence prediction – NSP), amelyben mondatpárok jelennek meg, és a modellnek meg kell jósolnia, hogy ezek egymás után megjelennek-e a tanító korpuszban. Edzés közben a regularizációs veszteséget az edzés stabilizálására is alkalmazzák, de általában nem használják a tesztelés és az értékelés során.

### Infrastruktúra
A legnagyobb modellek képzéséhez jelentős infrastruktúra szükséges.

## Képzési költség
2020 óta, a szoftver és a hardver területén tett előrelépések következtében jelentősen csökkentek a költségek, így 2023-ban egy 12 milliárd paraméterű LLM számítási költsége 72 300 A100-GPU óra volt, míg 2020-ban egy 1,5 milliárd paraméterű LLM képzésének költsége, (amely két nagyságrenddel volt kisebb, mint a 2020-as csúcstechnika), 80 ezer és 1,6 millió USD között volt.   2020 óta jelentős összegeket fektettek be a fokozatosan egyre nagyobb modellekbe. Például a GPT-2 (azaz egy 1,5 milliárd paraméteres modell) képzése 2019-ben 50000 USD-ba került, míg a PaLM (azaz egy 540 milliárd paraméteres modell) 2022-ben 8 millió USD-ba, a Megatron-Turing NLG 530B pedig (2021-ben) körülbelül 11 millió USD-ba került.
A transzformer-alapú LLM esetében sokkal magasabb a képzési költség, mint a következtetési költség.  Míg az egy tokenre való betanítás paraméterenként 6 FLOP- ba kerül, a tokenre való következtetés paraméterenként csak 1-2 FLOP-ba kerül.

## Eszközhasználat
Vannak bizonyos feladatok, amelyeket elvileg egyetlen LLM sem tud megoldani, legalábbis külső eszközök vagy kiegészítő szoftverek nélkül. Ilyen feladat például a felhasználó '354 * 139 = ' bevitelére való válaszadás, feltéve, hogy az LLM még nem találkozott ennek a számításnak a folytatásával a képzési korpuszában. Ilyen esetekben az LLM-nek futó programkódot kell igénybe vennie, amely kiszámítja az eredményt, amelyet azután belefoglalhat a válaszába. Egy másik példa: „Mennyi idő van most? Most ... van "', ahol egy különálló értelmező programnak végre kell hajtania egy kódot ahhoz, hogy hozzáférjen a  rendszeridőhöz a számítógépen, és az LLM belefoglalhassa azt a válaszába. Ez az alapstratégia kifinomultabbá válhat a generált programok többszöri próbálkozásával és más mintavételi stratégiákkal.
Általában annak érdekében, hogy egy LLM eszközt használjon, finomhangolni kell azt az eszközhasználatra. Amikor az eszközök száma véges, akkor csak egyszer lehet elvégezni a finomhangolást. Azonban amikor az eszközök száma tetszőlegesen nőhet – mint az online API-szolgáltatások esetében – akkor az LLM finomhangolható úgy, hogy képes legyen olvasni az API-dokumentációt és megfelelően hívni az API-t.
Az eszközhasználat egyszerűbb formája a visszakereséssel bővített generálás : az LLM kiterjesztése dokumentum-visszakereséssel. Adott egy lekérdezés, és egy dokumentum visszakereső meghívást kap a legrelevánsabb dokumentumok visszakeresésére. Ez általában úgy történik, hogy a lekérdezést és a dokumentumokat vektorokba kódolják, majd megkeresik a dokumentumokat a lekérdezés vektorához leginkább hasonló vektorokkal (ezek rendszerint vektoradatbázisban tárolódnak). Az LLM ezután, a lekérdezés és a visszakeresett dokumentumokból származó kontextus alapján, kimenetet generál.

## Ügynökség
Egy LLM az egy nyelvi modell, amely nem ügynök, mivel nincs célja, ugyanakkor használható egy intelligens ügynök összetevőjeként. A kutatók sokféle módszert leírtak már az ilyen integrációkhoz.
A ReAct minta, a „Reason + Act" egy csomagja, ügynököt hoz létre egy LLM-ből, tervezőként használva az LLM-et. Arra utasítja az LLM-et, hogy "gondolkozzon hangosan". Konkrétan a nyelvi modellt a környezetnek, egy célnak, a lehetséges cselekvések egy listájának szöveges leírására, valamint az eddigi cselekvések és megfigyelések feljegyzése utasítja. Az pedig egy, vagy több gondolatot generál, mielőtt olyan cselekvést generálna, amelyet aztán végrehajt a környezetben. Az LLM tervezőnek adott környezet nyelvi leírása akár egy környezetet leíró dolgozat LaTeX kódja is lehet.
A DEPS ("Describe, Explain, Plan and Select") módszerben egy LLM először képleírásokon keresztül kapcsolódik a vizuális világhoz, majd utasítást kap, hogy előre betanított tudása és az kapott környezeti visszajelzések alapján hozzon létre összetett feladatokra és viselkedésekre vonatkozó terveket.
A Reflexiós módszer  egy több epizódon keresztül tanuló ügynököt konstruál. Az LLM minden egyes epizód végén megkapja az epizód jegyzőkönyvét, és utasítást kap, hogy gondolja át a „megtanult leckéket", amelyek segítik abban, hogy egy következő epizódban jobban teljesítsen. Ezeket a „megtanult leckéket" a következő epizódokban kapja  meg az ügynök.
A Monte Carlo tree search LLM-et használhat a megértést segítő kiterjesztésként. Ha egy programadó világmodell nem érhető el, egy LLM-et a világmodellként működő környezet leírásával is lehet utasítani.
Nyílt végű kutatáshoz egy LLM használható a megfigyelések „érdekességének” pontozására, amely egyfajta jutalomjelzésként használható egy normál (nem-LLM) megerősítő tanulási ügynök vezérlésére.  Alternatív megoldásként, az LLM javasolhat fokozatosan nehezedő feladatokat a tanterv szerinti tanuláshoz . Ahelyett, hogy egyedi műveleteket hajtana végre, az LLM-tervező „készségeket” vagy funkciókat is létrehozhat az összetett műveletsorozatokhoz. A készségek tárolhatók és később felidézhetők, lehetővé téve az absztrakció növekvő szintjét a tervezésben.
Az LLM-alapú ügynökök hosszútávú memóriát őrizhetnek a korábbi kontextusaikról, és ez a memória ugyanazon a módon visszakereshető, mint  a visszakereséssel bővített generálás. Több ilyen ügynök is képes társadalmi interakcióba lépni.

## Tömörítés
Az LLM-eket tipikusan egyszeres, vagy fél-pontosságú lebegőpontos (floating point numbers) számokkal (float32 és float16) képezik. Egy float16 16 bittel, vagy 2 bájttal rendelkezik, így egymilliárd paraméterhez 2 gigabájt szükséges. A legnagyobb modellek jellemzően 100 milliárd paraméterrel rendelkeznek, 200 gigabájtot igényelnek a betöltéshez, ami a legtöbb szórakoztató-elektronikai tartományon kívülre helyezi őket.
A tréning utáni kvantálás célja a helyigény csökkentése azáltal, hogy csökkenti a betanított modell paramétereinek pontosságát, ugyanakkor a teljesítményének nagy részét megőrzi.   A kvantálás legegyszerűbb formája egyszerűen lecsonkítja az összes számot egy megadott számú bitre. Ez javítható, ha rétegenként eltérő kvantálási kódkönyvet használunk. További fejlesztés érhető el, ha a különböző paraméterekhez eltérő pontosságot alkalmaznak: nagyobb pontosságot a különösen fontos paramétereknél („kiugró súlyok").  Lásd a vizuális útmutatót.
Míg a kvantált modellek jellemzően fagyasztottak, és csak az előre kvantált modellek finomhangoltak, a kvantált modellek még lehetnek finomhangoltak.

## Multimodalitás
A multimodalitás a „többféle modalitással rendelkezést" jelenti, a „modalitás” pedig egyfajta bemeneti vagy kimeneti adatra utal, például videóra, képre, hangra, szövegre, propriocepcióra, stb. Számos mesterséges intelligencia-modellt kifejezetten egyfajta modalitás bevitelére és egy másik fajta modalitás kibocsátására képeztek ki. Így például az AlexNetet a képet a címkéhez, a vizuális kérdés megválaszolása (a képnek és cimkéjének a szöveges átírása), és a beszédfelismerés (a beszéd szöveggé való átírására) típusú feladatok végrehajtására.
Egy általános módszer a multimodális modellek LLM-ből történő létrehozására a betanított kódoló kimenetének "tokenizálása". Konkrétan a következőképpen lehet létrehozni egy LLM-et, amely képes megérteni a képeket: vegyünk egy már képzett LLM-et, és vegyünk egy már szintén kiképzett képkódolót. {\displaystyle E} . Készítsünk egy kis többrétegű perceptront (ami egy hatékony képfelismerő algoritmus a 20. sz. közepéről) {\displaystyle f}, így bármilyen képhez {\displaystyle y}, az utófeldolgozott vektor, {\displaystyle f(E(y))} mérete megegyezik egy kódolt token méretével. Ez egy "kép token". Ezután már egymásba lehet illeszteni a szöveges és a képi tokeneket. Az összetett modellt ezután finomhangoljuk egy kép-szöveg adatkészleten. Ez az alapkonstrukció egy kicsit kifinomultabb formában a modell tökéletesítésére is alkalmazható. A képkódoló a stabilitás javítása érdekében lefagyhat.
A Flamingo bemutatta a tokenizációs módszer hatékonyságát, egy pár előre betanított nyelvi modellt és képkódolót finomhangolt annak érdekében, hogy jobban teljesítsenek a vizuális kérdések megválaszolásában, mint a nulláról betanított modellek. A Google PaLM modellt egy multimodális PaLM-E modellre finomhangolták, tokenizációs módszerrel, robotvezérlésre alkalmazva.  A LLaMA modelleket szintén tokenizációs módszerrel alakították át multimodálissá, engedélyezve a kép- és videó bemeneteket.
A GPT-4 szöveget és képet is tud használni bemenetként (noha a látáskomponenst a GPT-4V-ig nem hozták nyilvánosságra); Szintén multimodális a Google DeepMind Gemini. A Mistral a saját multimodell Pixtral 12B modelljét 2024 szeptemberében mutatta be.

## Tulajdonságok

### Skálázási törvények
Egy LLM-et a következő négy hiperparaméter jellemez:
- (elő)képzés költsége ( {\displaystyle C} ),
- magának a mesterséges neurális hálózatnak a mérete, például a paraméterek száma {\displaystyle N} (azaz a neuronok mennyisége a rétegeiben, a köztük lévő súlyok és a torzítások),
- (elő)képzési adatkészletének mérete (azaz a korpuszban lévő tokenek száma, {\displaystyle D} ),
- teljesítmény (elő)edzés után.

Ezeket a hiperparamétereket egyszerű statisztikai törvények kapcsolják össze, amelyeket "skálázási törvényeknek" neveznek. Egy adott skálázási törvény (pl. " Csincsilla-skálázás ") az egy korszakra autoregresszíven betanított LLM-re vonatkozóan, log-log tanulási ütemtervet követve, kimondja, hogy {\displaystyle {\begin{cases}C=C_{0}ND\\[6pt]L={\frac {A}{N^{\alpha }}}+{\frac {B}{D^{\beta }}}+L_{0}\end{cases}}} hol vannak a változók:
- {\displaystyle C} a modell betanításának költsége FLOP- ban.
- {\displaystyle N} a paraméterek száma a modellben.
- {\displaystyle D} a képzési készletben lévő tokenek száma.
- {\displaystyle L} az átlagos negatív log-valószínűség veszteség tokenenként ( nats /token), amelyet a betanított LLM ért el a tesztadatkészleten.

A statisztikai hiperparaméterek pedig a következők:
- {\displaystyle C_{0}=6}, ami azt jelenti, hogy paraméterenként 6 FLOP-ba kerül egy token edzése. Vegye figyelembe, hogy a képzési költség sokkal magasabb, mint a következtetési költség, ahol paraméterenként 1-2 FLOP-ba kerül egy tokenre következtetni.[42]
- {\displaystyle \alpha =0.34,\beta =0.28,A=406.4,B=410.7,L_{0}=1.69}

### Kibontakozó képességek
A nagyobb modellek teljesítménye különböző feladatokon, amikor egy log-log skálán van ábrázolva, a kisebb modellekkel elért teljesítmény lineáris extrapolációjaként jelenik meg. Azonban ezt a linearitást a skálázási törvényben a " törés(ek) "  megszakíthatja(ák), ott, ahol hirtelen megváltozik a vonal meredeksége, illetve ahol a nagyobb modellek "felbukkanó képességeket" sajátítanak el. Ezek a modell összetevőinek összetett interakciójából származnak, tehát nem kifejezetten programozottak, vagy tervezettek.
A felbukkanó képességek közül a legérdekesebb a példa bemutatókból való kontextuson belüli tanulás. Ez olyan feladatokat foglal magában, mint például:
- számtan, a nemzetközi fonetikus ábécé dekódolása, egy szó betűinek a megfelelő sorrendbe állítása, egy szó kontextusban való egyértelművé tétele,[31][73][74] térbeli szavak konvertálása, kardinális irányok (például „északkeleti” válasz a [0, 0, 1-re; 0, 0, 0; 0, 0, 0]) ismerete,  szövegben ábrázolt szinekkel kapcsolatos kifejezések.[75]
- gondolati láncra vonatkozó utasítás : A modell kimenetei csak akkor javulnak a gondolatlánc-utasítással, ha a modell mérete meghaladja a 62B-t. A kisebb modellek jobban teljesítenek, ha azonnali, gondolatlánc nélküli válaszadásra utasítják őket.[76]
- a sértő tartalom azonosítása a hinglish (a hindi és az angol kombinációja) bekezdéseiben, és a kiswahili közmondások hasonló angol megfelelőjének létrehozása.[77]

Schaeffer és munkatársai amellett érvelnek, hogy az LLM-ek ezeket a felbukkanó képességeket nem előre megjósolhatatlanul, hanem egy sima skálázási törvény szerint, előre láthatóan sajátítják el. A szerzők egy feleletválasztós kérdéseket megoldó LLM játékstatisztikai modelljét vizsgálták, és kimutatták, hogy ez a statisztikai modell, más típusú feladatok figyelembevételére módosítva, ezekre a feladatokra is vonatkozik.
Jelöljük a paraméterek számát, x-szel, a modell teljesítményét pedig y-nal!
- Ha y = átlagos Pr (helyes token), akkor (log x, y) egy exponenciális görbe (mielőtt egynél eléri a legmagasabb értékét), amely felbukkanásnak tűnik.
- Ha y = átlagos log(Pr(helyes token)), akkor a (log x, y) ábrázolása egy egyenes vonal (mielőtt nullánál eléri a felső értékét), amely nem tűnik felbukkanónak.
- Ha y = átlagos Pr (a legvalószínűbb token) akkor, a (log x, y) egy lépcsős függvény, amely felbukkanónak tűnik.

## Értelmezés
Önmagukban a nagy nyelvi modellek „fekete dobozok”, és nem világos, hogyan tudnak nyelvi feladatokat ellátni. Az LLM működésének megértésére számos módszer létezik.
A mechanikus értelmezhetőség célja az LLM visszafejtése olyan szimbolikus algoritmusok felfedezésével, amelyek közelítik az LLM által megvalósított következményt. Az egyik példa az Othello-GPT, ahol egy kis transzformert arra képeznek ki, hogy előre jelezze a legális Othello-lépéseket. Azt találták, hogy az Othello táblának lineáris ábrázolása van, és az ábrázolás módosítása a megfelelő módon megváltoztatja az előre jelzett legális Othello-mozgásokat. Egy másik példában egy kis transzformert Karel programokra képeznek ki. Az Othello-GPT példához hasonlóan a Karel program szemantikájának is van lineáris ábrázolása, és a reprezentáció módosítása a megfelelő módon változtatja meg a kimenetet. A modell megfelelő programokat is generál, amelyek átlagosan rövidebbek, mint azok, amelyeket a képzési készlet tartalmaz.
Egy másik példában a szerzők  a moduláris aritmetikai összeadásra tanítottak kis transzformereket. Az eredményül kapott modellek visszafejtettek voltak, és kiderült, hogy diszkrét Fourier-transzformációt (DFT) használtak.

### Megértés és intelligencia
Amikor egy 2022-es felmérésben megkérdezték, hogy a (nem hangolt) LLM-ek „meg tudják-e (valaha) érteni a természetes nyelvet valamilyen nem triviális értelemben”, az  NLP-kutatók egyenletesen oszlottak el. Az „LLM-megértés” hívei úgy vélik, hogy egyes LLM-képességek, mint például a matematikai gondolkodás, bizonyos fogalmak „megértésének” képességére utalnak. A Microsoft egyik csapata 2023-ban azzal érvelt, hogy a GPT-4 „meg tud oldani olyan újszerű és nehéz feladatokat, amelyek kiterjednek a matematikára, a kódolásra, a látásra, az orvostudományra, a jogra, a pszichológiára és egyebekre”, valamint, hogy a GPT-4 „ésszerűen úgy tekinthető, mint egy általános mesterséges intelligencia rendszer korai, de még mindig nem teljes) verziója": „Mondhatja-e valaki ésszerűen azt, hogy egy rendszer, amely sikeresen leteszi a szoftvermérnökjelöltek  számára kötelező vizsgákat, az nem igazán intelligens?"  Egyes kutatók az LLM-eket „idegen intelligenciaként" jellemzik.  Például a Conjecture vezérigazgatója, Connor Leahy úgy véli, hogy a hangolatlan LLM-ek olyanok, mint a kifürkészhetetlen idegen „ Shoggothok ”, és úgy véli, hogy az RLHF hangolás „mosolygó homlokzatot” hoz létre, amely elfedi az LLM belső működését: „Ha nem tolja túl messzire, a mosolygós arc megmarad. De akkor adsz neki egy [váratlan] utasítást, és hirtelen meglátod az őrületnek, a furcsa gondolkodási folyamatoknak és a nyilvánvalóan nem emberi megértésnek ezt a masszív övönaluliságát."
Ezzel szemben az „LLM-ek nem értenek" iskola egyes hívei úgy vélik, hogy a létező LLM-ek „egyszerűen újrakeverik és újrakombinálják a meglévő írásokat" – ez a jelenség sztochasztikus papagáj néven ismert – vagy rámutatnak a meglévő LLM-ek hiányosságaira.az előrejelzési készségek, a gondolkodási készségek, a működés és a megmagyarázhatóság területein. Például a GPT-4-nek természetes hiányosságai vannak a tervezésben és a valós idejű tanulásban.  Megfigyelték, hogy a generatív LLM-ek magabiztosan jelentenek ki olyan tényállításokat, amelyek a képzési adataik alapján nem látszanak indokoltnak, ezt a jelenséget „ hallucinációnak ” nevezik. Konkrétan, a hallucinációk az LLM-ek kontextusában megfelelnek a szintaktikailag helyesnek, gördülékenynek és természetesnek tűnő szövegek vagy válaszok generálásának, de a tényszerűség szempontjából helytelenek, értelmetlenek, vagy nem hűségesek a megadott forrásbemenethez.  Terrence Sejnowski idegtudós érvelése szerint, „a szakértőknek az LLM-ek intelligenciájáról alkotott, szerteágazó véleményei azt sugallják, hogy a természetes intelligencián alapuló régi elképzeléseink nem megfelelőek".
Az LLM által mutatott intelligencia, vagy megértés kérdéskörének két fő aspektusa van – az első az, hogy hogyan kell a gondolkodást és a nyelvet egy számítógépes rendszerben modellezni, a második pedig az, hogy hogyan lehet lehetővé tenni a számítógépes rendszer számára, hogy emberi nyelvet generáljon. A nyelvnek, mint a megismerés  egy modelljének ezeket az aspektusait a kognitív nyelvészet területén fejlesztették ki. George Lakoff amerikai nyelvész a neurális nyelvelméletet (Neural Theory of Language-t (NTL)) mint számítási alapot mutatta be a nyelv tanulási feladatok, és megértés egy modelljeként való használathoz. Az NTL-modell felvázolja, hogy hogyan alakítják a gondolkodás és a nyelv természetét az emberi agy specifikus neurális struktúrái, másfelől viszont azt, hogy az ilyen neurális rendszereknek milyen számítási tulajdonságai alkalmazhatók a gondolkodás és a nyelv modellezésére egy számítógépes rendszerben. Miután létrehozták a számítógépes rendszerekben a nyelv modellezésére szolgáló keretrendszert, a hangsúly az elfogadható nyelvtannal rendelkező nyelv generálására alkalmas számítógépes keretrendszer létrehozására helyeződött át. Vyvyan Evans brit kognitív nyelvész és digitális kommunikációtechnológus a The Language Myth: Why Language Is Not An Instinct  (A nyelvmítosz: miért nem ösztön a  nyelv?) című, 2014-es könyvében feltérképezte a valószínűségi kontextusmentes nyelvtan (PCFG) szerepét az NLP kognitív minták modellezésére és emberszerű nyelv létrehozására való képességeiben.

## Értékelés

### Perplexitás
A nyelvi modell teljesítményének a leggyakrabban használt mérőszáma az adott szövegkorpuszon való perplexitása (zavarossága.) A perplexitás annak a mértéke, hogy egy modell mennyire képes előrejelezni egy adatkészlet tartalmát; minél nagyobb valószínűséget rendel a modell az adatkészlethez, annál kisebb a zavartság. Matematikailag a perplexitást a tokenenkénti átlagos negatív log-valószínűség exponenciálisaként határozzuk meg: {\displaystyle \log({\text{Perplexity}})=-{\frac {1}{N}}\sum _{i=1}^{N}\log(\Pr({\text{token}}_{i}\mid {\text{context for token}}_{i}))} itt {\displaystyle N} a tokenek száma a szövegkorpuszban, és „kontextus az {\displaystyle i} tokenhez" a használt LLM konkrét típusától függ. Ha az LLM autoregresszív, akkor „a kontextus az {\displaystyle i} tokenhez " az {\displaystyle i} token előtt megjelenő szövegrész. Ha az LLM maszkolt, akkor „a kontextus az {\displaystyle i} tokenhez " az {\displaystyle i} tokent körülvevő szövegrész.
Mivel a nyelvi modellek túlilleszkedhetnek a képzési adataikhoz, a modelleket rendszerint a perplexitásuk alapján értékelik, egy láthatatlan adatokból álló tesztkészleten. Ez különös kihívást jelent a nagy nyelvi modellek értékelése számára. Ahogy egyre nagyobb, zömében az internetről lekapart, szöveges korpuszokra tanítják őket, egyre fokozottabban nő a valószínűsége annak, hogy a modellek betanítási adatai akaratlanul is tartalmazzák bármely adott tesztkészlet részeit.

#### BPW, BPC és BPT
Az információelméletben az entrópia fogalma szorosan kapcsolódik a perplexitáshoz, ezt a kapcsolatot, nevezetesen, Claude Shannon állapította meg. Ennek az összefüggésnek a matematikai kifejezése a következő:{\displaystyle {\text{Entrópia}}=\log _{2}({\text{Perplexitás}})}.
Ebben az összefüggésben az entrópiát általában bit per szó (BPW) vagy bit per karakter (BPC) értékkel számszerűsítik. Hogy konkrétan melyikkel az azon múlik, hogy a nyelvi modell szóalapú vagy karakter alapú tokenizálást alkalmaz.
Nevezetesen, a nagyobb nyelvi modellek esetében, amelyek túlnyomórészt részszavak tokenizálását alkalmazzák, a bit per token (BPT) tűnik legmegfelelőbb mértéknek. A különböző nagy nyelvi modellek (LLM) tokenizációs módszereinek eltérése miatt azonban a BPT nem szolgál megbízható mérőszámként a különböző modellek összehasonlító elemzéséhez. Ahhoz, hogy a bit per tokent átalakítsuk BPW-vé, meg kell szorozni a szavankénti tokenek átlagos számával.
A nyelvi modellek értékelése és összehasonlítása során az entrópia helyett, általában a kereszt-entrópia a preferált mérőszám. Az alapelv az, hogy az alacsonyabb bit per szó (BPW) a modell fokozott tömörítési képességét jelzi. Ez pedig a modell pontos előrejelzések készítésében való jártasságát tükrözi.

### Feladatspecifikus adatkészletek és benchmarkok
A nyelvi modellek képességeinek a  speciális downstrem feladatokon való értékelésére nagy számú tesztelési adatkészletet és benchmarkot is kifejlesztettek. A tesztek különféle képességek értékelésére készülhetnek, többek között az általános ismeretek, a józan ész okoskodása  és a matematikai problémamegoldás területén.
Az értékelési adatkészletek egyik széles kategóriája a kérdésre válaszoló adatkészletek, amelyek kérdés és helyes válasz párokból állnak, például („A San Jose Sharks megnyerte a Stanley Kupát?", „Nem"). Egy kérdés megválaszolós feladat akkor tekinthető „nyitott könyvnek", ha a modell utasítása olyan szöveget tartalmaz, amelyből a várt válasz levezethető (például az előző kérdéshez kapcsolódhat valamilyen szöveg, amely tartalmazza a következő mondatot: „A cápák egyszer, 2016-ban, továbbjutottak a Stanley Kupa döntőjébe, ahol vereséget szenvedtek a Pittsburgh Penguinstől." ). Ellenkező esetben a feladat „zárt könyvnek" tekintendő, és a modellnek a képzés során megőrzött tudásra kell támaszkodnia. A gyakran használt kérdésmegválaszoló adatkészletek néhány példája: a TruthfulQA, a SQuAD, a Web Questions, és a TriviaQA.
Az értékelési adatkészletek szövegkiegészítés formáját is ölthetik, amikor a modell kiválasztja a legvalószínűbb szót vagy mondatot a prompt befejezéséhez, például: „Alice barátja volt Bobnak. Alice elment meglátogatni a barátját, ____".
Néhány vegyes benchmark is kidolgozásra került, amelyek a különböző értékelési adatkészletek és feladatok sokféleségét kombinálják. A példák közé tartozik a GLUE, a SuperGLUE, az MMLU, a BIG-bench és a HELM. Az OpenAI nyilvánosságra hozott eszközöket az összetett benchmarkok futtatásához, de megjegyezte, hogy az értékelési eredmények érzékenyek az utasítási  módszerre. Egyes nyilvános adatkészletek tévesen felcímkézett, kétértelmű, megválaszolhatatlan vagy más módon rossz minőségű kérdéseket tartalmaznak, amelyek  megtisztíthatók annak érdekében,  hogy megbízhatóbb benchmark pontszámokat szolgáltathassanak.
Korábban az volt a norma, hogy az értékelési adatkészlet egy kiragadott részének eredményeit feljegyezzék, miután felügyelt finomhangolást végeztek a fennmaradó részen. Manapság elterjedtebb, hogy egy előre betanított modellt közvetlenül az utasítási (prompting) technikákon keresztül értékelnek ki. De a kutatók eltérnek egymástól az egyes feladatokra vonatkozó promptok megfogalmazásának részleteit illetően, különösen abban a tekintetben, hogy hány megoldott feladat példája legyen a prompthoz kapcsolva (azaz n értéke egy n-shot utasításban).

#### Ellentmondásosan felépített értékelések
A nagy nyelvi modellek gyors fejlődése miatt az értékelési benchmarkok rövid élettartamúak, és a legkorszerűbb modellek gyorsan "eltelítik" a meglévő benchmarkokat, meghaladva az emberi annotátorok teljesítményét. Mindez a benchmarkok helyettesítésére vagy nagyobb kihívást jelentő feladatokkal való kiegészítésére irányuló erőfeszítésekhez vezetett. Ráadásul, a „shortcut learning” (lerövidített tanulás) bizonyos eseteiben, az MI-k „csalnak” a feleletválasztós teszteken, oly módon, hogy statisztikai korrelációkat használnak a felületesen megírt tesztkérdések esetében, annak érdekében, hogy a ténylegesen feltett kérdés szükséges megértése nélkül kitalálják a helyes válaszokat.
Egyes adathalmazokat ellentmondásos módon állítottak össze, olyan konkrét problémákra összpontosítva, amelyek esetében a meglévő nyelvi modellek az emberekhez képest szokatlanul gyengébb teljesítményt nyújtanak. Példa erre a TruthfulQA adatkészlet, egy 817 kérdésből álló, kérdés megválaszoló adatkészlet, amelyre a nyelvi modellek hajlamosak helytelenül válaszolni azáltal, hogy leutánozzák azokat a hazugságokat, amelyeknek ismétlődően ki voltak téve a képzésük során. Például egy LLM nemmel válaszolhat arra a kérdésre, hogy „megtaníthatunk-e egy öreg kutyát új trükkökre?", az angol szólásnak – amely szerint „nem lehet egy öreg kutyát új trükkökre tanítani" – való kitettsége miatt; pedig ez szó szerint nem igaz.

Az ellentmondásos értékelési adatkészlet másik példája a Swag és utódja, a HellaSwag, amely olyan problémagyűjtemény, amelyben több lehetőség közül kell kiválasztani egyet a szövegrészlet befejezéséhez. A hibás kiegészítéseket egy nyelvi modellből vett mintavétellel és egy osztályozókészlettel végzett szűréssel hozták létre a kutatók. Az ebből adódó problémák az emberek számára jelentéktelenek, ugyanakkor ez azt jelenti, hogy az adatkészletek létrehozásakor a legmodernebb nyelvi modellek pontossága gyenge volt. Például:
Egy fitneszközpont táblát látunk. Ezután pedig egy, a kamerába beszélő férfit, aki  egy fitneszlabdán ül és fekszik. A férfi...</br> a) bemutatja, hogyan lehet növelni a hatékony edzésmunkát a labdán fel-alá futkozva.</br> b) megmozgatja a karjait és a lábait, és felépít rengeteg izmot.</br> c) majd labdázik, és egy grafikai és sövénynyírási bemutatót látunk.</br> d) felüléseket végez, miközben a labdán van és beszél.
A BERT a b) pontot választja a legvalószínűbb befejezésnek, noha a helyes válasz a d) pont.

## Szélesebb hatás
2023-ban a Nature Biomedical Engineering azt írta, hogy „már nem lehet pontosan megkülönböztetni" az ember által írt szöveget a nagy nyelvi modellek által létrehozott szövegtől, és hogy „ de az bizonyos, hogy az általános célú, nagy nyelvi modellek gyorsan elterjednek... Meglehetősen nagy biztonsággal lehet fogadni arra, hogy idővel sok iparágat megváltoztatnak majd." A Goldman Sachs 2023-ban azt jósolta, hogy a generatív nyelvi mesterséges intelligencia a következő tíz évben 7%-kal növelheti a globális GDP-t, és világszerte 300 millió munkahelyet tehet majd ki az automatizálásnak.

### Memorizálás és szerzői jog
A memorizálás egy, az LLM-ekben felbukkanó viselkedés, melynek során időnként hosszú szövegsorok szó szerint kerülnek a kimenetbe (output) a betanítási adatokból, – ellentétben a hagyományos mesterséges neurális hálók tipikus viselkedésével. Az ellenőrzött LLM-kimenet értékelése a betanítási adatokból memorizált adatok mennyiségét méri (a GPT-2-sorozatú modellekre összpontosítva), amely változóan több, mint 1% pontos ismétlődéseknél, vagy maximum 7%-os.

### Biztonság
Néhány hozzászóló aggodalmának adott hangot a félretájékoztatás véletlen vagy szándékos létrehozása vagy a rossz célra való felhasználás egyéb formái miatt. Például a nagy nyelvi modellek elérhetősége csökkentheti a bioterrorizmus elkövetéséhez szükséges készségszintet. Ezért Kevin Esvelt, a biológiai biztonsággal foglalkozó kutató azt javasolta, hogy a kórokozók létrehozásával vagy továbbfejlesztésével kapcsolatos dokumentumokat, zárják ki a képzéseikből az LLM-alkotók.
A Google és különböző egyetemek, köztük a Cornell Egyetem és a Berkeley-i Kaliforniai Egyetem kutatói által publikált tanulmány kimutatta, hogy vannak potenciális biztonsági kockázatok az olyan nyelvi modellekben, mint a ChatGPT. Tanulmányukban megvizsgálták és alátámasztották annak a  lehetőségét, hogy a kérdezők a ChatGPT-ből megszerezhetik az MI-modell által használt képzési adatokat. Például, amikor arra kérik a ChatGPT 3.5 turbót, hogy örökkéke ismételje a „vers” szót, az MI-modell több százszor kimondja a „vers” szót, majd eltér, letér a szabványos párbeszédstílustól, és értelmetlen kifejezéseket köp ki, így kiadja a képzési adatokat is, egy az egyben. A kutatók több mint 10 000 példát láttak olyan MI-modellre, amely hasonló módszerrel leplezi le a képzési adatait. A kutatók szerint nehéz megmondani, hogy az MI-modell valóban biztonságos-e vagy sem.
Egy másik felbukkanó biztonsági probléma az „alvó ügynökök” potenciális jelenléte az LLM-modellekben. Ezek olyan, a modellbe épített rejtett funkciók, amelyek mindaddig alvó állapotban maradnak, amíg egy adott esemény vagy állapot ki nem váltja őket. Ezek aktiválódásakor az LLM eltér a tőle elvárt viselkedéstől, és veszélyes műveleteket hajt végre.
A nagyközönség számára elérhető nagy nyelvi modell (LLM) alkalmazások, mint például a ChatGPT vagy a Claude, általában biztonsági intézkedéseket tartalmaznak, amelyeket a káros tartalom kiszűrésére terveztek. Ezeknek az ellenőrzéseknek a hatékony megvalósítása azonban kihívásnak bizonyult. Például Kang és munkatársai  bemutattak egy módszert az LLM biztonsági rendszerek megkerülésére. Hasonlóképpen, Wang szemléltette, hogy egy potenciális bűnöző miként kerülheti meg a ChatGPT 4o biztonsági ellenőrzését, hogy információt szerezzen egy kábítószer-csempész művelet végrehajtásáról.

### Algoritmikus torzítás
Az LLM-ek figyelemre méltó képességeket mutatnak az emberszerű szöveg létrehozásában, ugyanakkor fogékonyak a képzési adataikban jelenlévő torzítások öröklésére és kiterjesztésére. Ez manifesztálódhat különböző demográfiai tényezők – például rassz, gender, nyelvi és kulturális csoportokon alapuló – elferdített ábrázolásában vagy tisztességtelen kezelésében. Mivel az angol adatok felülreprezentáltak a jelenlegi nagy nyelvi modellek képzési adataiban, ez a nem angol nézeteket is eljelentéktelenítheti.

#### Sztereotipizálás
Az MI-modellek sokféle sztereotípiát erősíthetnek, beleértve a genderen, az etnikai hovatartozáson, az életkoron, a nemzetiségen, a valláson, vagy a foglalkozáson alapulókat is. Ez olyan kimenetekhez (outputs)  vezethet, amelyek méltánytalanul általánosítanak vagy karikíroznak embercsoportokat, néha káros vagy lekicsinylő módon.
A genderrel kapcsolatos torzítás különösképpen utal arra a tendenciára, hogy ezek a modellek olyan kimeneteket produkálnak, amelyek méltánytalanul előítéletesek az egyik nemhez képest. Ez az elfogultság jellemzően azokból az adatokból adódik, amelyek alapján ezeket a modelleket képezték. A nagy nyelvi modellek gyakran a hagyományos nemi normák alapján rendelnek hozzá az emberekhez szerepeket és jellemzőket. Például az ápolókat vagy a titkárokat túlnyomórészt nőkkel asszociálhatják, a mérnököket, vagy a vezérigazgatókat pedig férfiakkal társíthatják.

#### Politikai elfogultság
A politikai elfogultság az algoritmusok azon tendenciájára utal, hogy szisztematikusan részrehajlóak bizonyos politikai nézőpontokkal, ideológiákkal, vagy eredményekkel mások rovására. A nyelvi modellek politikai elfogultságot is tanúsíthatnak. Mivel a képzési adatok sokféle politikai véleményt és lefedettséget tartalmaznak, a modellek olyan válaszokat generálhatnak, amelyek egyes politikai ideológiák vagy nézőpontok felé hajlanak,  ezeknek a nézeteknek az adatokban tapasztalható túlsúlyától függően.

## Fordítás
Ez a szócikk részben vagy egészben  a   Large language model című angol Wikipédia-szócikk ezen változatának fordításán alapul.  Az eredeti cikk szerkesztőit annak laptörténete sorolja fel. Ez a jelzés csupán a megfogalmazás eredetét és a szerzői jogokat jelzi, nem szolgál a cikkben szereplő információk forrásmegjelöléseként.